# Поле (Дервента)
Поле (серб. Поље, хорв. Polje) — населенный пункт (деревня) в общине Дервента, который принадлежит энтитету Республике Сербской, Босния и Герцеговина. По результатам югославской переписи населения 1991 года в Поле проживало 1124 человека.

## Население
В населении деревни преобладают хорваты, также значительна доля сербской национальности.
| 1991                           | - | - | - | - | - | - |
| ------------------------------ | - | - | - | - | - | - |
| 1124                           | - | - | - | - | - | - |
| Гистограмма динамики населения |   |   |   |   |   |   |

### Национальный состав
1991 год:
- Сербы — 1397 человек (27,31 %)
- Хорваты — 750 человек (66,72 %)
- Югославы — 45 человек (4,00 %)
- Мусульмане — 5 человек (0,44 %)
- Другие — 17 человек (1,51 %)